# Nancy Wilson (cantante)
Nancy Wilson (Chillicothe, 20 febbraio 1937 – Pioneertown, 14 dicembre 2018) è stata una cantante statunitense, conosciuta come una delle più eleganti e sensuali interpreti della musica contemporanea. Acclamata jazzista, nel corso della lunga carriera ha spaziato in altri ambiti come la musica pop, il rhythm and blues, il soul, il blues e il cabaret; ma lei si è autodefinita una "stilista della canzone". Ha condotto diversi programmi tra cui The Nancy Wilson Show per la rete televisiva NBC, per il quale ha vinto uno dei suoi tre Emmy Award, e la trasmissione Jazz Profiles per la stazione radio NPR. Fu inoltre apprezzata come attrice per il cinema e per la televisione.

## Biografia

### Origini
Fu la prima dei sei figli di Olden Wilson, operaio di una fonderia, e di Lillian Ryan, collaboratrice familiare. Da bambina ascoltava i dischi di Billy Eckstine, Nat Cole, di Jimmy Scott con la Lionel Hampton's Big Band, Dinah Washington, Ruth Brown, LaVern Baker ed Esther Phillips. Si rese conto delle proprie doti vocali giovanissima imitando i cantanti nei cori in chiesa e cantando per la nonna durante i soggiorni estivi.
A 15 anni vinse un concorso musicale sponsorizzato dalla locale televisione WTVN. Il premio consisteva nel poter partecipare due volte alla settimana al programma musicale Skyline Melodies, di cui in seguito divenne la conduttrice. In quel periodo lavorò in alcuni club nella zona di Columbus fino a quando si diplomò a 17 anni alla West High School. Entrò quindi in un college per studiare da insegnante ma lasciò gli studi l'anno successivo per diventare una cantante. Sostenne con successo un provino per Rusty Bryant's Carolyn Club Big Band nel 1956 e nei due anni successivi seguì il gruppo nelle tournée in Canada e nel Midwest. In quel periodo incise il suo primo brano per la Dot Records.

## Carriera

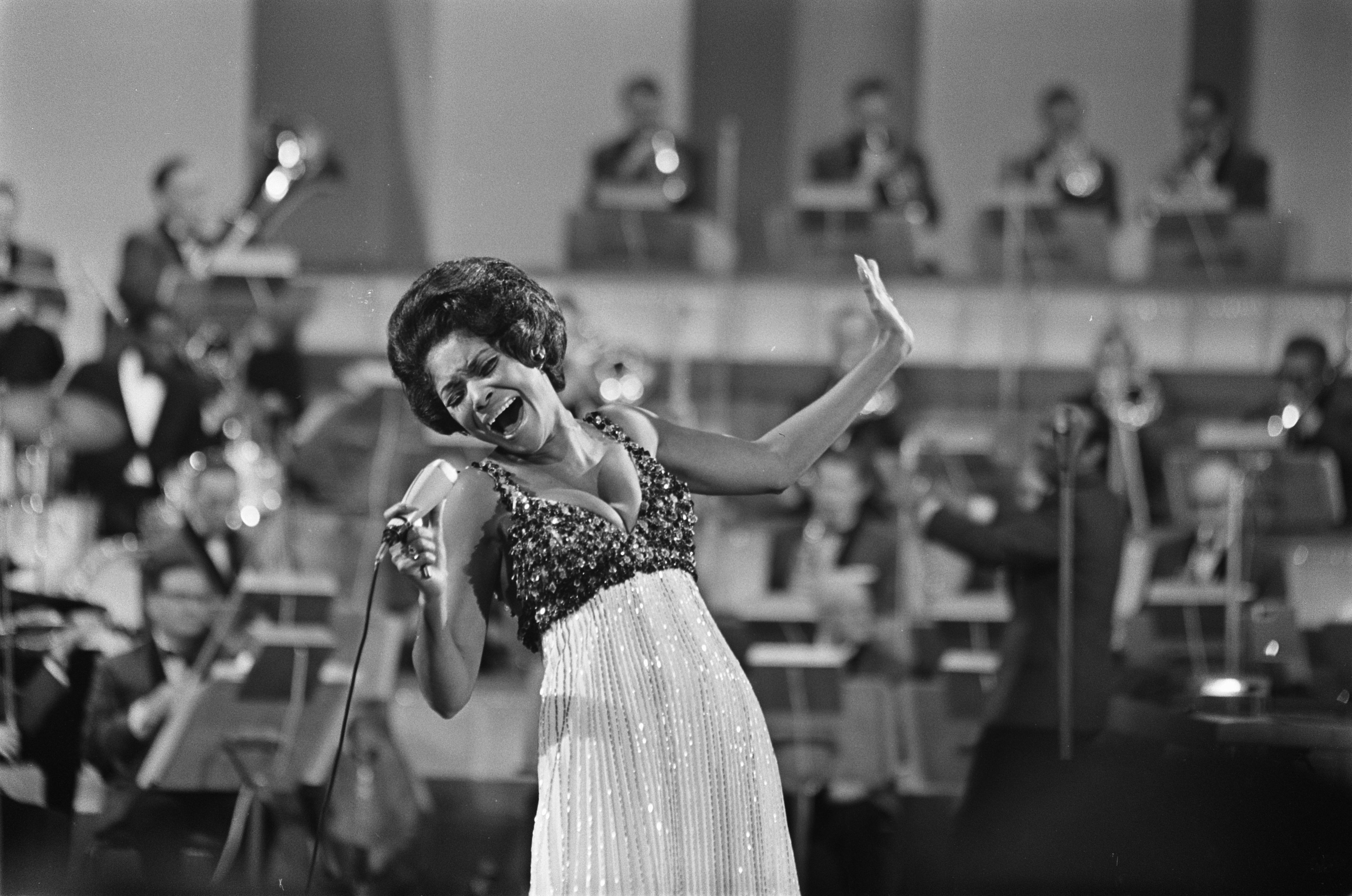
Nancy Wilson nel 1968 al Grand Gala du Disque Populaire nei Paesi Bassi

Una svolta della carriera fu l'incontro durante una tournée nel 1958 con il sassofonista jazz Cannonball Adderley, che le suggerì di cantare a New York per avere successo, e nel 1959 si trasferì in quella metropoli con l'obiettivo di essere assistita dal manager di Cannonball, John Levy, e di firmare un contratto con la Capitol Records. Dopo sole quattro settimane in città fu chiamata per sostituire Irene Reid al club "The Blue Morocco", nel quale divenne ospite fissa per quattro serate alla settimana, mentre di giorno era impiegata al New York Institute of Technology. John Levy inviò i suoi demo di Guess Who I Saw Today, Sometimes I'm Happy e di altri due brani alla Capitol, che nel 1960 la mise sotto contratto.
Il suo singolo di debutto, Guess Who I Saw Today, ebbe un tale successo che tra l'aprile del 1960 e il luglio del 1962 la Capitol pubblicò 5 album della Wilson. Il primo fu Like in Love, in cui mise in luce le sue doti di cantante di rhythm and blues e che conteneva la sua hit Save Your Love for Me. Degno di nota l'album The Swingin's Mutual, registrato con il quintetto di George Shearing e pubblicato nel marzo 1961. Adderley le consigliò quindi di concentrarsi sul jazz e sulle ballad. Nel 1962 realizzarono insieme l'album Nancy Wilson/Cannonball Adderley, che la lanciò definitivamente; nel 1968 la Wilson avrebbe collaborato nel disco dal vivo di Adderley In Person. Tra il marzo 1964 e il giugno 1965, quattro album della Wilson entrarono nei Top 10 delle classifiche di Billboard. Il suo brano del 1963 Tell Me The Truth divenne il suo maggiore successo e le consentì di esibirsi al prestigioso Coconut Grove di Los Angeles nel 1964; fu la sua definitiva consacrazione, con entusiastiche critiche in tutto il Paese. Quell'anno il TIME scrisse di lei: "È allo stesso tempo brava e dolce, cantante e cantastorie". Nel 1964 uscì il suo 45 giri (You Don't Know) How Glad I Am che raggiunse l'11ª posizione della Billboard Hot 100, la più alta mai raggiunta dalla Wilson. Tra il 1963 e il 1971, 11 delle sue canzoni entrarono nella Hot 100, molte delle quali canzoni natalizie, mentre nel 1968 il suo singolo Face It Girl, It's Over raggiunse il 29º posto.

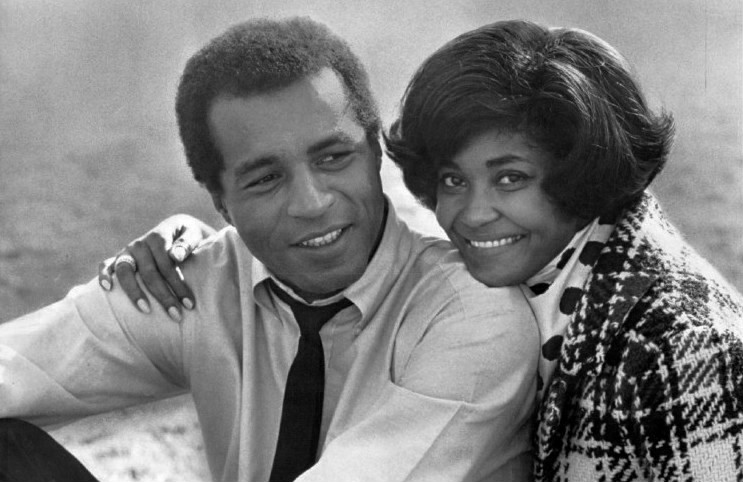
Nancy Wilson Lloyd Haynes nello show TV Room 222 (1970)

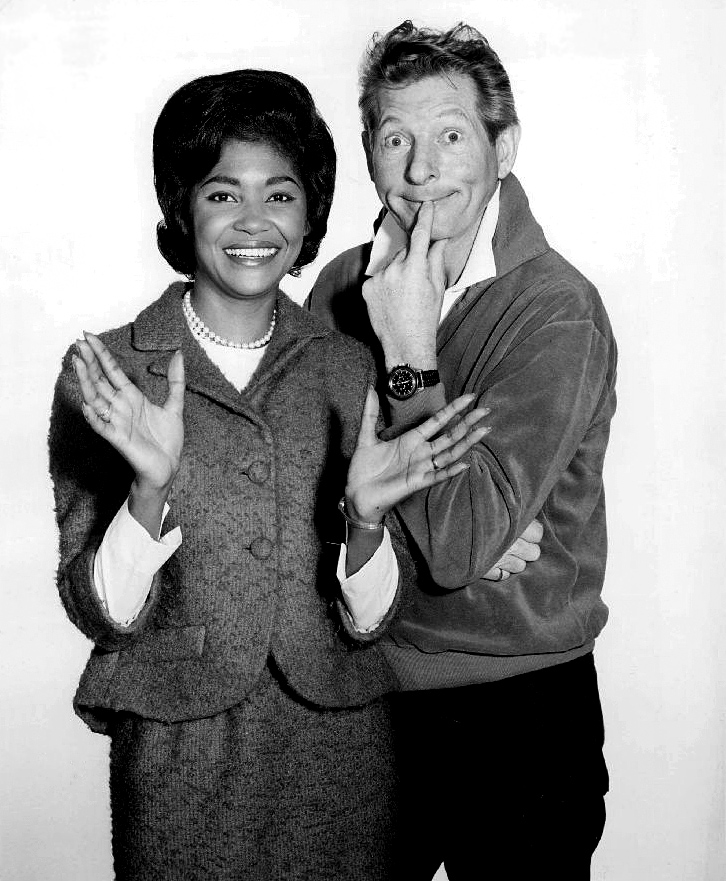
Con Danny Kaye nel 1965

Dopo molte apparizioni televisive, la NBC realizzò per lei nel 1967 e 1968 The Nancy Wilson Show, per il quale la Wilson vinse un Emmy Awards. Tra i vari programmi musicali e serie televisive in cui apparve vi furono I Spy e The F.B.I. nelle quali recitò da cantante,), Room 222, Hawaii Squadra Cinque Zero, Sulle strade della California, The Jack Paar Program, The Sammy Davis Jr. Show (1966), The Danny Kaye Show, The Smothers Brothers Comedy Hour, Kraft Music Hall, The Sinbad Show, I Robinson, The Andy Williams Show, The Carol Burnett Show, Soul Food, New York Undercover, Moesha, Strepitose Parkers, The Ed Sullivan Show, The Merv Griffin Show, The Tonight Show, The Arsenio Hall Show e The Flip Wilson Show. Recitò anche nel film del 1993 di Robert Townsend The Meteor Man e in The Big Score.
Nel 1970 divorziò dal primo marito, dal quale nel 1963 aveva avuto il primo figlio Kenneth Dennis, Jr., e quello stesso anno si risposò con il reverendo Wiley Burton, dal quale ebbe le figlie Samantha nel 1975 e Sheryl nel 1976. Le esperienze negative del primo matrimonio la indussero a diradare gli impegni professionali dopo essersi risposata, in particolare rinunciò ad esibirsi nei locali notturni. Continuò comunque a tenere concerti dal vivo, ottenendo successo anche in Sudamerica e in Giappone. La decisione di essere maggiormente concentrata sugli affetti familiari non intaccò la sua popolarità e anzi si rese conto che lavorare meno le dava maggiore entusiasmo e freschezza quando cantava. In quegli anni si ritirò a vivere con la famiglia nella nuova casa in una cittadina nel deserto della California meridionale, a circa 230 km da Los Angeles, ritenendo quell'ambiente più adatto per far crescere i figli.
Nel 1977 registrò il brano/tema portante del film The Last Dinosaur, una co-produzione tokusatsu giapponese americana che fu lanciata nei grandi schermi in Giappone mentre negli USA fu un film per la TV. Nel 1979 la Capitol Records pubblicò Life, Love and Harmony, un album in cui la Wilson si addentrava nelle atmosfere del soul e della funky dance; comprendeva il brano Sunshine, che sarebbe diventato uno dei singoli più ricercati dai collezionisti di soul. Negli anni ottanta la Wilson incise 5 album dal vivo in Giappone perché amava le esibizioni live e le etichette americane privilegiavano gli album registrati in studio. Divenne famosa in Giappone, dove ebbe moltissimi ammiratori tra gli appassionati di jazz e dove vinse il Festival musicale di Tokyo. Nel 1982 registrò con Hank Jones e il Great Jazz Trio e nello stesso anno con la Griffith Park Band che comprendeva Chick Corea e Joe Henderson. Sempre nel 1982 firmò per la CBS Records, che le pubblicò diversi album tra cui The Two of Us, in duo nel 1984 con Ramsey Lewis, Forbidden Lover del 1987 con la collaborazione di Carl Anderson e A Lady with a Songdel 1989. Nel 1987 prese parte allo spettacolo della PBS Newport Jazz ‘87 esibendosi nel trio jazz con John Williams e Roy McCurdy.
Con i figli ormai cresciuti, negli anni novanta la Wilson ebbe più tempo per la carriera; firmò quindi un contratto con la Columbia Records che nel 1991 pubblicò il suo album di tributo a Johnny Mercer intitolato With My Lover Beside Me, nel 1994 Love, Nancy e nel 1997 If I Had It My Way, il suo 60º album. Nel 1995 prese parte al New Orleans Jazz & Heritage Festival e nel 1997 al San Francisco Jazz Festival. Nel 1996 iniziò a condurre la trasmissione radiofonica Jazz Profiles per la stazione radio NPR. Il programma, che la vide impegnata fino al 2005, comprendeva musiche, interviste e commenti sui maggiori jazzisti; sia la trasmissione che la Wilson vinsero il premio George Foster Peabody Award nel 2001. A fine anni novanta iniziò a collaborare con la MCG Jazz, un programma di istruzione per i giovani della organizzazione no profit Manchester Craftsmen's Guild di Pittsburgh. Nel 1999, la A&E Network le affidò la conduzione dello spettacolo Forever Ella dedicato a Ella Fitzgerald.

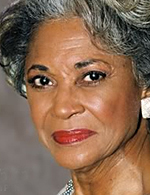
Nany Wilson nel 2004

Tutti i proventi del suo spettacolo natalizio A Nancy Wilson Christmas del 2001 furono devoluti alla MCG Jazz, con la quale pubblicò gli album R.S.V.P. (Rare Songs, Very Personal) del 2005 e Turned to Blue del 2007, entrambi vincitori di un Grammy Award per il migliore album di jazz vocale. La sua ultima apparizione in concerto fu il 10 settembre 2011 alla Ohio University di Athens. In tale occasione la Wilson dichiarò: "Non ne farò più, e quale posto c'era per terminare migliore di quello in cui iniziai, in Ohio".

### Morte
Nancy Wilson muore dopo lunga malattia a Pioneertown (California) il 14 dicembre 2018.

## Premi e riconoscimenti
Nel 1965 la Wilson vinse il suo primo Grammy Award per la miglior registrazione rhythm and blues per l'album How Glad I Am. Fu reclamizzata come "grande diva" del jazz in un numero del 1992 della rivista Essence. Quell'anno vinse il premio Whitney Young Jr. dalla Urban League. Nel 1998 fu eletta miglior vocalista jazz in un sondaggio tra i lettori di Playboy.
Nel 1986 fu nominata Global Entertainer dell'anno dalla World Conference of Mayors. Nel 1990 le fu assegnata una stella nella Hollywood Walk of Fame, al 6541 di Hollywood Boulevard. Nel 1993 ricevette un premio dal Centro per il cambiamento sociale non violento Martin Luther King Jr. Ricevette il Trumpet Award per le carriera nel 1994. Nel 1998 le fu assegnato un premio dalla NAACP Image Award – Hall of Fame Award, mentre nel 1999 fu ammessa nella Big Band and Jazz Hall of Fame. Le è stata conferita una laurea ad honorem al Berklee College of Music di Boston e alla Central State University di Wilberforce. È stata eletta membro dell'associazione femminile Delta Sigma Theta. Le è stata intitolata una strada nella sua città di Chillicothe. È stata tra i fondatori della Nancy Wilson Foundation, che intende promuovere il futuro dei bambini dei ghetti cittadini più poveri a livello nazionale.
Nel 2004 le fu assegnato il National Endowment for the Arts (NEA), il NEA Jazz Masters, massimo riconoscimento nazionale per i musicisti jazz. Nel 2005 vinse di nuovo un NAACP Image Awards come miglior artista jazz, una Trumpet Award dallo United Negro College Fund per i suoi traguardi artistici come afroamericana, un Lifetime Achievement Award dalla NAACP di Chicago, l'Oprah Winfrey's Legends Award. e fu ammessa alla International Civil Rights Walk of Fame al Martin Luther King Jr. National Historic Site. Esponente di primo piano nel Movimento per i diritti civili degli afroamericani, alla consegna di quest'ultimo premio la Wilson dichiarò: "Questo premio significa per me molto più di qualsiasi altra cosa io abbia mai ricevuto".
All'Hollywood Bowl, nell'agosto 2007 la Wilson celebrò il suo 70º compleanno con un evento presentato da Arsenio Hall a cui parteciparono grandi nomi del panorama musicale. Ramsey Lewis e il suo trio suonarono per lei il brano To Know Her Is To Love Her. Oltre ai tre Grammy Award vinti, la Wilson ha avuto 20 nomination per il premio.

## Discografia
Album
- 1960 - Like in Love (Capitol Records, T/ST-1319)
- 1960 - Something Wonderful (Capitol Records, T/ST-1440)
- 1961 - The Swingin's Mutual! (Capitol Records, T/ST-1524) con George Shearing
- 1962 - Nancy Wilson/Cannonball Adderley (Capitol Records, T/ST-1657) con Cannonball Adderley
- 1962 - Hello Young Lovers (Capitol Records, T/ST-1767)
- 1963 - Broadway – My Way (Capitol Records, T/ST-1828)
- 1963 - Hollywood – My Way (Capitol Records, T/ST-1934)
- 1964 - Yesterday's Love Songs/Today's Blues (Capitol Records, T/ST-2012)
- 1964 - Today, Tomorrow, Forever (Capitol Records, T/ST-2082)
- 1964 - How Glad I Am (Capitol Records, T/ST-2155)
- 1965 - The Nancy Wilson Show! (Capitol Records, KAO/SKAO 2136) Live
- 1965 - Today – My Way (Capitol Records, T/ST-2321)
- 1965 - Gentle Is My Love (Capitol Records, T/ST-2351)
- 1966 - From Broadway with Love (Capitol Records, T/ST-2433)
- 1966 - A Touch of Today (Capitol Records, T/ST-2495)
- 1966 - Tender Loving Care (Capitol Records, T/ST-2555)
- 1967 - Nancy – Naturally (Capitol Records, T/ST-2634)
- 1967 - Just for Now (Capitol Records, T/ST-2712)
- 1967 - Lush Life (Capitol Records, T/ST-2757)Ripubblicato nel 1971 come The Right to Love
- 1968 - Welcome to My Love (Capitol Records, T/ST-2844)
- 1968 - Easy (Capitol Records, ST-2909)
- 1968 - The Best of Nancy Wilson (Capitol Records, ST-2970) Raccolta
- 1969 - Nancy (Capitol Records, ST-148)
- 1969 - Son of Preacher Man (Capitol Records, ST-234)
- 1969 - Close-Up (Capitol Records, SWBB 256) Raccolta
- 1969 - Hurt So Bad (Capitol Records, ST-353)
- 1970 - Can't Take My Eyes Off You (Capitol Records, ST-429)
- 1970 - Now I'm a Woman (Capitol Records, ST-541)
- 1971 - For Once in My Life (Capitol Records, SF 728) riedizione di Welcome to My Love
- 1971 - But Beautiful (Capitol Records, ST-798)
- 1971 - Kaleidoscope (Capitol Records, ST-842)
- 1973 - I Know Love Him (Capitol Records, ST-11131)
- 1974 - All in Love Is Fair (Capitol Records, ST-11317)
- 1975 - Come Get to This (Capitol Records, ST-11386)
- 1976 - This Mother's Daughter (Capitol Records, ST-11518)
- 1977 - I've Never Been to Me (Capitol Records, ST-11659)
- 1978 - Music on My Mind (Capitol Records, SMAS-11786)
- 1979 - Life, Love and Harmony (Capitol Records, ST-11943)
- 1980 - Take My Love (Capitol Records, ST-12055)
- 1981 - At My Best (ASI Records, SLP-2300) Live
- 1982 - What's New? (Toshiba Records,  EWJ-90014) Pubblicato in Giappone
- 1983 - I'll Be a Song (Interface Records, YF-7072) Pubblicato in Giappone
- 1984 - Godsend (Interface Records, YF-7088) Pubblicato in Giappone
- 1984 - The Two of Us (Columbia Records, FC 39326) con Ramsey Lewis
- 1985 - Keep You Satisfied (Columbia Records, FC 40330)
- 1987 - Forbidden Lover (Columbia Records, C 40787)
- 1988 - Nancy Now! (Columbia Records, C 44464)
- 1990 - A Lady with a Song (Columbia Records, CK 45378)
- 1991 - With My Lover Beside Me (Columbia Records, CK 48665)
- 1994 - Love, Nancy (Columbia Records, 474554 2)
- 1994 - Live in Europe (Jazz Door Records, JD 1264)
- 1994 - It Don't Mean a Thing If It Ain't Got That Swing (Sony Classical Records, SK 66 294)con John Williams and the Boston Pops Orchestra
- 1997 - If I Had My Way (Columbia Records, CK 67769)
- 2001 - A Nancy Wilson Christmas (Manchester Craftsmen's Guild Records, MCGJ 1008)
- 2002 - Meant to Be (Narada Jazz Records, 72438-50774-2-5) con Ramsey Lewis
- 2003 - Simple Pleasures (Narada Jazz Records, 72435-80487-2-8) con Ramsey Lewis
- 2004 - R.S.V.P. (Rare Songs, Very Personal) (Manchester Craftsmen's Guild Records, MCGJ 1013)
- 2005 - Live from Las Vegas (Recorded at the Sands, 1968) (Capitol Records, 09463118012)
- 2006 - Turned to Blue (MCG Jazz, MCGJ 1022)